# Dick Miller
Richard (Dick) Miller (New York, 25 december 1928 – Toluca Lake, 30 januari 2019) was een Amerikaans bijrolacteur.

## Loopbaan
Miller begon zijn carrière op Broadway, voordat hij in 1952 verhuisde naar Californië om daar werk te zoeken. Nadat de acteur in 1955 en 1956 in enkele films kleine rollen had gehad, brak hij in 1957 door toen hij gedurende een lange periode in verschillende lowbudgetfilms te zien was van American International Pictures, waaronder It Conquered the World (1957), Naked Paradise (1957), The Undead (1957), Rock All Night (1957), Sorority House (1957), A Bucket of Blood (1959), The Premature Burial (1962), The Terror (1963), X: The Man with the X-ray Eyes (1963), Ski Party (1964), The Wild Angels (1966), The Trip (1967) en The Wild Racers (1968).
Daarnaast heeft Miller nog een externe filmografie met bekende films, zoals White Line Fever, The Terminator, Night of the Creeps, The Little Shop of Horrors, Amazon Women on the Moon, The Howling, Gremlins en Gremlins 2: The New Batch. Verder had de acteur ook een rol in Pulp Fiction. De scène werd echter verwijderd vanwege de lengte van de film. In 1993 sprak Miller de stem in van Chuckie in Batman: Mask of the Phantasm en in 2012 was hij ook als stem te horen in een aflevering van Justice League Unlimited.
Miller overleed op 90-larige leeftijd in Toluca Lake nabij Los Angeles.
- Biblioteca Nacional de España: XX5119042
- Bibliothèque nationale de France: cb13983451h (data)
- Gemeinsame Normdatei: 1136397698
- International Standard Name Identifier: 0000 0001 0798 0820
- Library of Congress Control Number: no2002069916
- Istituto Centrale per il Catalogo Unico: RAVV388639
- SNAC: w6478pkd
- Système universitaire de documentation: 071528113
- Virtual International Authority File: 24796303
- WorldCat: E39PBJcKGf3bpT3Qf3kh86YwYP